# نانپینگ
نانپینگ (به لاتین: Nanping) یک شهر مرکزی در جمهوری خلق چین است که در فوجیان واقع شده‌است.

## خصوصیات
نانپینگ ۲۶٬۲۷۸ کیلومترمربع مساحت و ۲٬۶۴۵٬۵۴۹ نفر جمعیت دارد و ۸۹ متر بالاتر از سطح دریا واقع شده‌است.

## خواهرخوانده
شهر City of Albury خواهرخواندهٔ نانپینگ هست.